# Dieter Montag
Dieter Montag (* 1. Januar 1949 in Helbra) ist ein deutscher Schauspieler.

## Leben
Dieter Montag studierte von 1966 bis 1970 an der Filmhochschule Potsdam-Babelsberg Schauspiel und wirkte daraufhin an diversen Berliner Bühnen als Bühnendarsteller mit, wie beispielsweise an der Volksbühne, dem Deutschen Theater, dem Berliner Ensemble und nach der Wende am Schillertheater. 
Parallel dazu arbeitete er auch ab 1969 als Darsteller in Film- und Fernsehproduktionen in oftmals gemütvollen, phlegmatischen Rollen. Er wurde unter anderem durch seine Rolle als Taxifahrer Harry in Solo Sunny bekannt, eine Rolle, die er im Jahr 1986 in der Komödie Rabenvater persiflierte. Nach der Wiedervereinigung wirkte er häufig in Fernsehserien mit, wie beispielsweise in Unser Lehrer Doktor Specht oder in Ein Fall für zwei sowie auch von 1998 bis 2003 als Kriminaloberkommissar Rene Schlosser in sechs Filmen der Reihe Polizeiruf 110, später erneut im Polizeiruf 110 allerdings in anderen Rollen. Er wirkte bis zum Jahr 2016 in über 110 Film-und-Fernsehproduktionen mit.
Dieter Montag lebt in Berlin.

## Filmografie (Auswahl)
- 1969: Jungfer, Sie gefällt mir
- 1969: Hans Beimler, Kamerad
- 1969: Zeit zu leben
- 1971: Der Arzt wider Willen (Theateraufzeichnung)
- 1971: Rottenknechte
- 1971: Avantgarde (Theateraufzeichnung)
- 1973: Den Wolken ein Stück näher
- 1973: Der Staatsanwalt hat das Wort: Wunder dauern etwas länger (TV-Reihe)
- 1974: Der nackte Mann auf dem Sportplatz
- 1974: Das Schilfrohr (Fernsehfilm)
- 1975: Die schwarze Mühle
- 1975: Till Eulenspiegel
- 1975: Heute ist Freitag
- 1976: Das Mädchen Krümel (TV-Serie)
- 1979: Der Menschenhasser (Theateraufzeichnung)
- 1979: Hochzeit in Weltzow
- 1979: Lachtauben weinen nicht
- 1980: Solo Sunny
- 1981: Bürgschaft für ein Jahr
- 1981: Wäre die Erde nicht rund
- 1982: Hotel Polan und seine Gäste
- 1983: Abends im Kelch
- 1984: Bockshorn
- 1984: Die vertauschte Königin
- 1984: Der Lude
- 1984: Nachhilfe für Vati
- 1986: Rabenvater
- 1987: Jan Oppen
- 1988: Mit Leib und Seele
- 1988: Schwein gehabt
- 1990: Philotas
- 1992: Begräbnis einer Gräfin
- 1993: Der Fahnder (TV-Serie, 1 Folge)
- 1994: Bella Block: Die Kommissarin (TV-Reihe)
- 1995: Der Mann auf der Bettkante
- 1995: Die Straßen von Berlin – Alleingang (TV-Reihe)
- 1996: Polizeiruf 110 – Die Gazelle (TV-Reihe)
- 1996: Unser Lehrer Dr. Specht (TV-Serie)
- 1997: Der Hauptmann von Köpenick
- 1997: Gewagtes Spiel
- 1998: Polizeiruf 110 – Das Wunder von Wustermark
- 1998: Polizeiruf 110 – Kleiner Engel
- 1998–2000: Der letzte Zeuge (Fernsehserie)
- 1999: Tatort – Dagoberts Enkel (TV-Reihe)
- 1999: Das Schloss meines Vaters
- 1999: Polizeiruf 110 – Schellekloppe
- 2000: Der Fahnder (TV-Serie, 1 Folge)
- 2000: 3 Tage 44 (Kurzfilm)
- 2000: Ein starkes Team: Der Todfeind
- 2000: Polizeiruf 110 – Totenstille
- 2001: SOKO Leipzig (TV-Serie, 1 Folge)
- 2001: Polizeiruf 110 – Kurschatten
- 2001: Polizeiruf 110 – Bis unter die Haut
- 2001: Traumfrau mit Verspätung (TV)
- 2001: Ritas Welt (TV-Serie, 1 Folge)
- 2002: Highspeed – Die Ledercops (TV-Serie)
- 2002: Ninas Geschichte
- 2002: Polizeiruf 110 – Grauzone
- 2002–2010: In aller Freundschaft (Fernsehserie, 2 Folgen, verschiedene Rollen)
- 2003: Tatort – Atlantis
- 2003: Polizeiruf 110 – Abseitsfalle
- 2003: Zutaten für Träume
- 2003: Zwei Tage Hoffnung
- 2004: Die Blindgänger
- 2004: Männer im gefährlichen Alter
- 2004: Ein Engel namens Hans-Dieter
- 2004–2006: Familie Dr. Kleist (TV-Serie)
- 2005: SOKO Wismar (Fernsehserie, 1 Folge)
- 2005: Der Elefant – Mord verjährt nie (Fernsehserie, 1 Folge)
- 2005: Verführung für Anfänger
- 2005: Tsunami
- 2006: Tierärztin Dr. Mertens (TV-Serie)
- 2006: Ein Hauptgewinn für Papa
- 2006: Schröders wunderbare Welt
- 2007: Ein Fall für zwei (Fernsehserie, 1 Folge)
- 2007–2008: Notruf Hafenkante (Fernsehserie)
- 2009: Bei uns und um die Ecke
- 2009: Polizeiruf 110 – Fehlschuss
- 2009: Polizeiruf 110 – Tod im Atelier
- 2009: Rapunzel
- 2010: Boxhagener Platz
- 2010: In aller Freundschaft (479 - Im Schatten der Angst, Fernsehserie)
- 2014: 1864 – Liebe und Verrat in Zeiten des Krieges (1864, Fernsehserie)
- 2015: In aller Freundschaft – Die jungen Ärzte (Fernsehserie, 1 Folge)
- 2016: Krauses Glück

## Theater
- 1971: Heiner Müller: Weiberkomödie – Regie: Fritz Marquardt (Volksbühne Berlin)
- 1973: Molière: Der fliegende Arzt – Regie: Brigitte Soubeyran (Volksbühne Berlin – Rechtes Seitenfoyer)
- 1973: Arne Leonhardt: Der Abiturmann (Peter Weiler) – Regie: Ernstgeorg Hering (Volksbühne Berlin – Stern)
- 1974: Francisco Pereira da Silva: Speckhut (Totonio junior) – Regie: Manfred Karge/Matthias Langhoff (Volksbühne Berlin)
- 1976: Heiner Müller: Die Bauern (Fondrak) – Regie: Fritz Marquardt (Volksbühne Berlin)
- 1980: Georg Kaiser: Von morgens bis mitternachts (Bankdirektor) – Regie: Uta Birnbaum (Volksbühne Berlin)
- 1985: William Shakespeare: Der Kaufmann von Venedig (Gratiano) – Regie: Thomas Langhoff (Deutsches Theater Berlin)
- 1988: Heiner Müller: Der Lohndrücker (Balke) – Regie: Heiner Müller (Deutsches Theater Berlin)
- 1988: Michail Bulgakow: Paris, Paris (Direktor Fuchs) – Regie: Frank Castorf (Deutsches Theater Berlin)
- 1991: William Shakespeare/Heiner Müller: Hamlet/Maschine (Polonius/2. Clown) – Regie: Heiner Müller (Deutsches Theater Berlin)
- 1993: Seán O’Casey: Juno und Pfau – Regie: Fritz Marquardt (Berliner Ensemble)
- 2009: Friedrich von Gagern: Ozean – Regie: Frank Castorf (Volksbühne Berlin)

## Hörspiele
- 1973: Hans Christian Andersen: Die wilden Schwäne (junger König) – Regie: Edgar Kaufmann, Barbara Plensat (Kinderhörspiel – Litera)
- 1981: Christoph Hein: Jakob Borgs Geschichten (Esel Schnauz, Teil 3–5) – Regie: Flora Hoffmann (Kinderhörspiel (5 Teile) – Rundfunk der DDR)
- 1981: Werner Buhss: Hotte, einfach Hotte (Hotte) – Regie: Horst Liepach (Hörspiel – Rundfunk der DDR)
- 1984: Thomas Heise: Schweigendes Dorf (Bergarbeiter) – Regie: Thomas Heise (Hörspiel – Rundfunk der DDR)
- 1984: Annelies Schulz: Schiewas Rache oder Die Geschenke der Götter (Hassan) – Regie: Norbert Speer (Kinderhörspiel – Rundfunk der DDR)
- 1985: Volksbuch: Till Eulenspiegels mehrsteils wohlige Nacht in der Herberg zu Kneiteln (Schmied) – Regie: Andreas Scheinert, Jürgen Schmidt (Hörspiel – Litera)
- 1986: Georg Büchner: Woyzeck (Tambourmajor) – Regie: Joachim Staritz (Hörspiel – Rundfunk der DDR)
- 1986: Monika Ehrhardt/Reinhard Lakomy: Schlapps und Schlumbo (Kinderhörspiel – Amiga)
- 1989: Karl May: Hadschi Halef Omar (Abu Se-if) – Regie: Jürgen Schmidt (Hörspiel – Litera)
- 1991: Alexander Wolkow: Der Zauberer der Smaragdenstadt (Prem Kokus) – Regie: Dieter Scharfenberg (Hörspiel – Litera junior)
- 1991: Alexander Wolkow: Urfin und seine Holzsoldaten (Prem Kokus) – Regie: Dieter Scharfenberg (Hörspiel – Litera junior)
- 1999: Isaak Babel: Die Reiterarmee (Afonjka) – Regie: Joachim Staritz (Hörspiel (3 Teile) – MDR/DLR)